# Local Natives
Local Natives ist eine 2005 gegründete Indie-Rock-Band aus Silver Lake, Vereinigte Staaten von Amerika.
Die Band besteht aus Kelcey Ayer (Gesang, Keyboard, Percussion, E-Gitarre), Taylor Rice (Gesang, E-Gitarre, E-Bass), Ryan Hahn (E-Gitarre, Keyboard, Gesang, Mandoline), Matt Frazier (Schlagzeug) und Nik Ewing (E-Bass). Ewing stieß erst 2012 zur Band, nachdem Andy Hamm die Gruppe nach sechs Jahren verlassen hatte.
Bisher veröffentlichte die Band mit Gorilla Manor (2009), Hummingbird (2013) und Sunlit Youth (2016) drei Alben, die alle in die nationalen Albumcharts einstiegen. Zudem brachte die Gruppe bisher zehn Singleauskopplungen auf dem Markt. Ihre Lieder Wide Eyes und Mt. Washington erfuhren dabei große Aufmerksamkeit. Wide Eyes wurde als Wahlwerbelied der australischen Demokraten ausgewählt, während Mt. Washington dem offiziellen Spielesoundtrack zum Adventurespiel Life Is Strange angehört.
Die Band spielte seit ihrer Gründung auf mehreren großen Musikfestivals in der ganzen Welt, darunter dem Isle of Wight Festival, Southside, dem Hurricane Festival, dem Haldern Pop Festival, dem T in the Park 2010 und 2013 sowie dem SXSW.

## Geschichte

### Gründung undGorilla Manor
Die Gruppe wurde im Jahr 2005 in Orange County, wo die Musiker Kelcey Ayer, Ryan Hahn und Taylor Rice die Tesoro High School besuchten, unter dem Namen Cavil at Rest gegründet. Ein Jahr nachdem sich die drei Musiker an der University of California in Los Angeles eingeschrieben hatten, stießen mit Bassist Andy Hamm und Schlagzeuger Matt Frazier zwei weitere Musiker zu der Band. Im Jahr 2008 zog die Band nach Silver Lake in Los Angeles um, um an ihrem Debütalbum zu arbeiten.
Ihr Debütalbum Gorilla Manor, welches die Musiker nach einem Haus in Orange County, in welchem sie lange Zeit zusammen gelebt hatten, benannte, erschien zunächst im November des Jahres 2009 im Vereinigten Königreich. Erst knapp vier Monate später, im Februar 2010, erfolgte eine Veröffentlichung des Albums in den Vereinigten Staaten über Frenchkiss Records. Gorilla Manor wurde aus eigener Tasche finanziert und in den Red Rockets Glare Studios von Raymond Richards aufgenommen. Das Album stieg auf Platz 160 der US-amerikanischen Albumcharts ein und hielt sich insgesamt zwei Wochen lang dort auf.
Die Gruppe erreichte erste mediale Aufmerksamkeit im Jahre 2009, nachdem sie neun Konzerte im Rahmen des SXSW in Austin, Texas absolvierte. Ihr Lied Wide Eyes wurde von den australischen Demokraten in ihren Wahlwerbespots für die Parlamentswahl in Australien im Jahr 2010 verwendet. Im selben Jahr spielte die Gruppe auf dem Haldern Pop Festival, dem Isle of Wight Festival, dem Southside und Hurricane Festival, sowie dem Optimus Alive! und dem T in the Park.
Viele ihrer Auftritte in den USA bestritten die Local Natives zusammen mit den Kollegen von We Barbarians. Im Jahr 2011 spielte die Gruppe ihre erste Europatour im Vorprogramm von Edward Sharpe and the Magnetic Zeros und ihr erstes Konzert in Australien auf dem St. Jerome’s Laneway Festival. Im März 2011 wurde bekanntgegeben, dass Bassist Andy Hamm die Band verlassen habe. Im Jahr 2012 wurde er durch Nik Ewing zunächst als Sessionmusiker vertreten, seit Oktober des Jahres 2013 ist Ewing festes Bandmitglied.

### Hummingbirdund der internationale Durchbruch
Auf dem Lollapalooza kündigte die Gruppe an, ein neues Album veröffentlichen zu wollen. Dieses trägt den Namen Hummingbird und wurde am 29. Januar 2013, wie schon der Vorgänger über Frenchkiss Records, veröffentlicht. Als Produzent zeigte sich Aaron Dessner von der Indie-Rock-Band The National verantwortlich. Hummingbird avancierte in den Vereinigten Staaten zu einem Erfolgsalbum und stieg auf Platz 12 der nationalen Albumcharts ein. Dort war es insgesamt drei Wochen lang vertreten. Auch in den britischen Charts war das Album gelistet. Es erreichte dort den 58. Platz. Ein bekanntes Lied auf dem Album ist Mt. Washington, welches es in den offiziellen Soundtrack des Adventurespiel Life Is Strange schaffte.
Im Jahr 2013 folgten ein Auftritt auf dem T in the Park und dem Glastonbury Festival. Dieser Auftritt fand im Rahmen einer ausgedehnten Welttournee statt, die durch mehrere Staaten Europas, Nordamerikas, Australiens und Asiens führte. Dabei spielte die Gruppe auf mehreren großen Festivals der Welt, darunter dem Melt!, dem Fuji Rock Festival und dem Pukkelpop. Diese Konzertreise startete am 15. Mai 2013 in Sydney, Australien, und endete nach 80 Auftritten in Paris, Frankreich.
Im August 2014 kündigte die Band bei einem Konzert in Salt Lake City, Utah, welches zur Twilight Concert Series gehörte, an, bereits mit den Arbeiten an ihrem dritten Album begonnen zu haben.

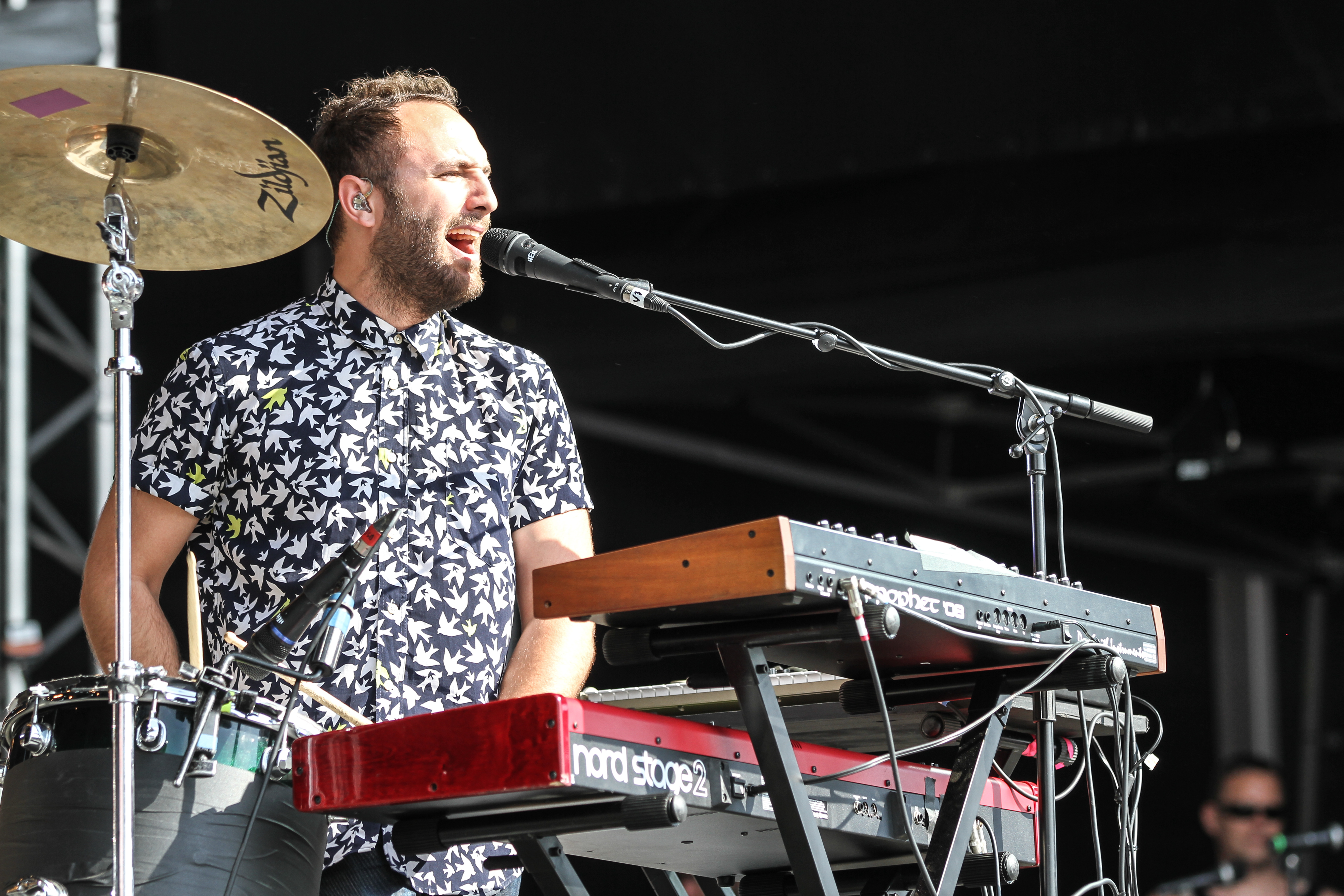
Kelcey Ayer (Gesang, Keyboard)
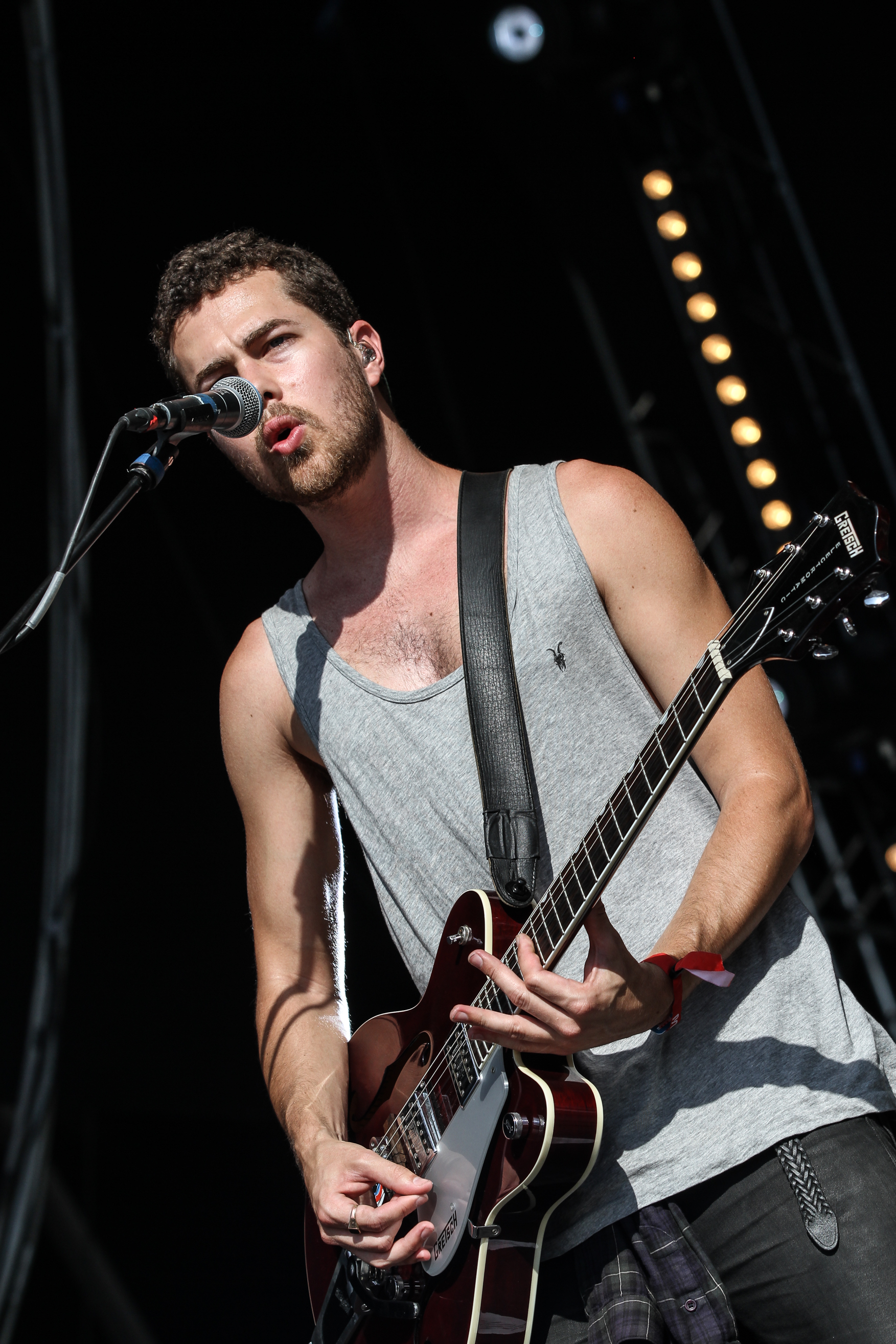
Ryan Hahn (Gesang, E-Gitarre)
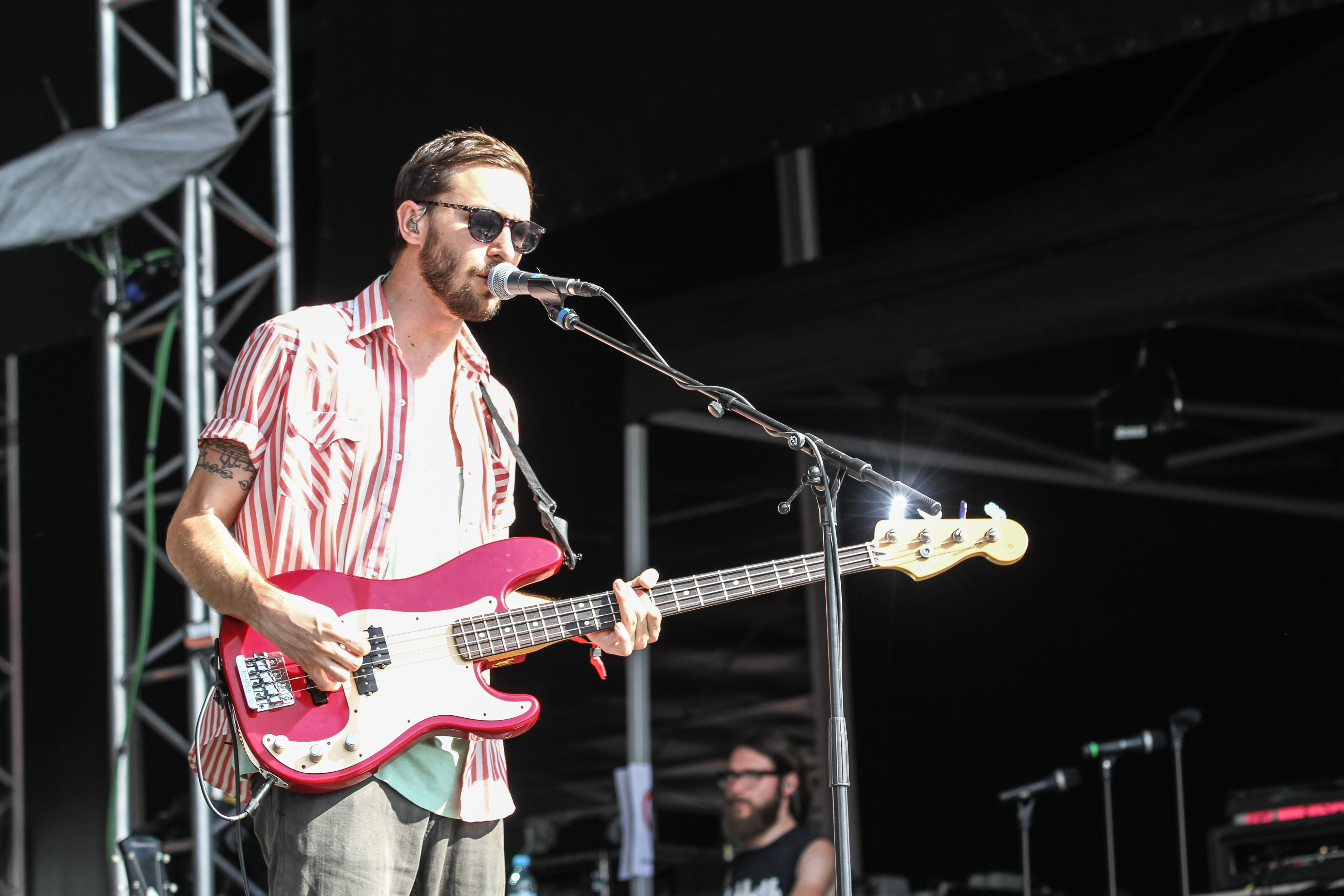
Nik Ewing (Gesang, E-Bass)
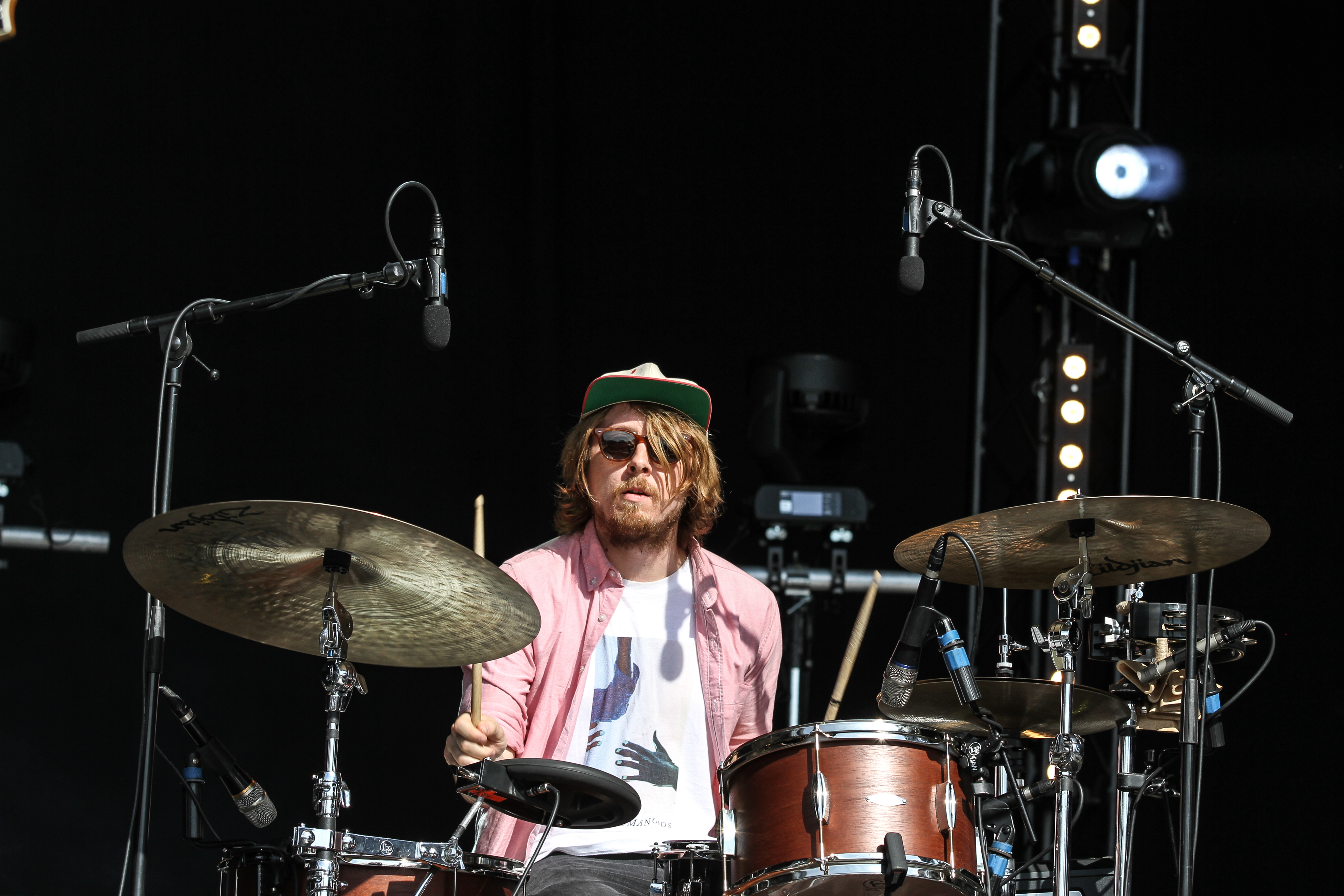
Matt Frazier (Schlagzeug)
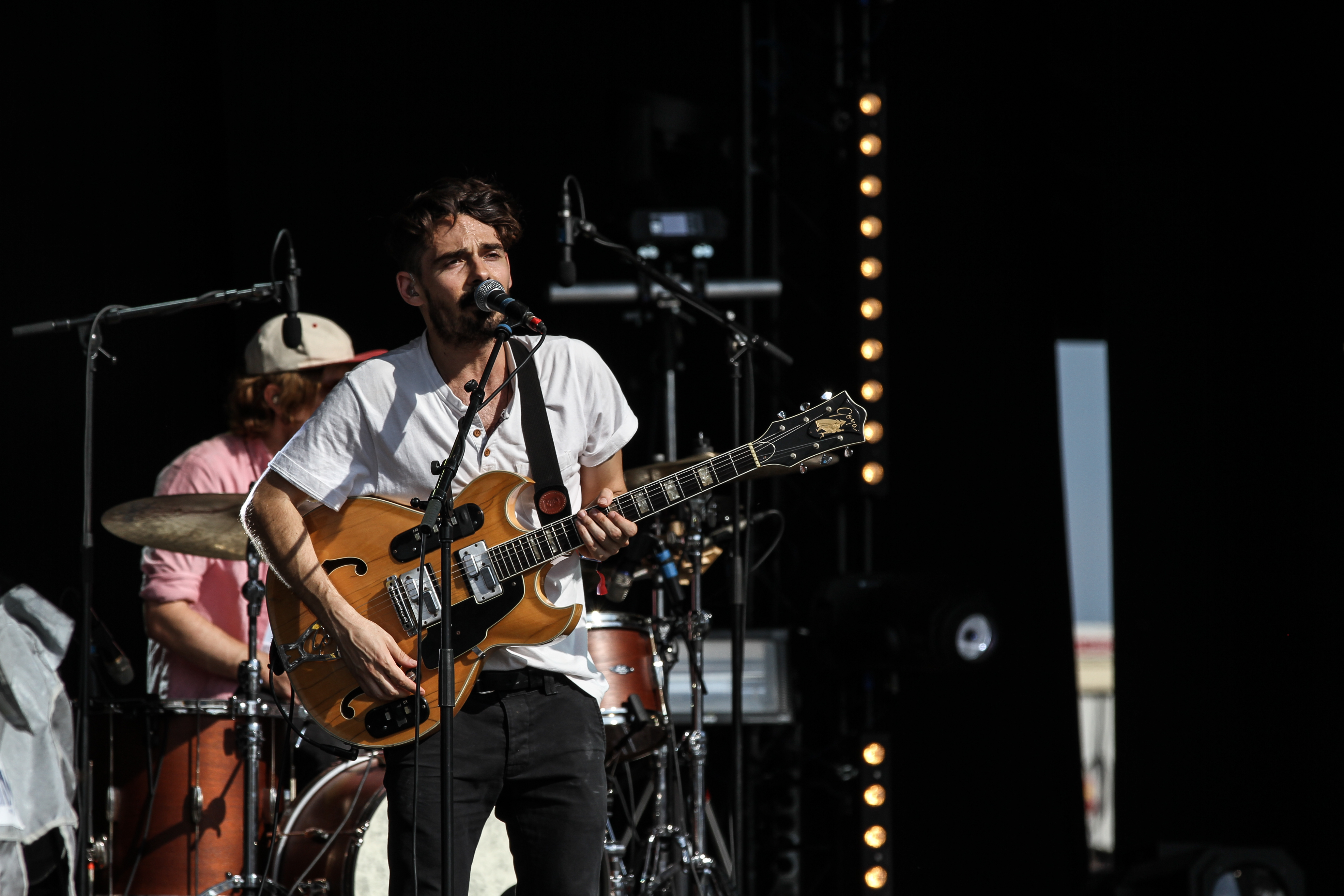
Taylor Rice (Gesang, E-Gitarre)

## Musikstil
Local Natives spielen eine klassische Variante des Indie-Rock und Folk-Pop, welcher vergleichbar mit Arcade Fire, Fleet Foxes und Vampire Weekend ist. Die Musik wird zudem als „facettenreicher Indie-Pop“ beschrieben, bei dem „kraftvolle Melodien auf innovative Soundstrukturen treffen.“ Die Musik wurde zudem als eine „West-Coast-Version von Grizzly Bear“ beschrieben. Auch die englische Ausgabe des Rolling Stone zieht musikalische Vergleiche mit Grizzly Bear oder Fleet Foxes heran und beschreibt die Musik als eine Mischung aus „blendenden Harmonien ähnlich wie CSNY und weitspiralem Psychedelia“.
Der Guardian schreibt, dass die Gruppe ihrer musikalischen Ausrichtung auf Hummingbird in eine ähnliche Richtung einschlagen lasse, wie auf dem Debütalbum Gorilla Manor. Dabei kommen die melancholischen Passagen durch den aufsteigenden Gesang von Kelcey Ayer gut zur Geltung. Im Stück Colombia verarbeitet Ayer den Tod seiner Mutter. Der Rezensent schreibt diesem Stück eine musikalische Ähnlichkeit zu Radiohead zu. Der britische Independent beschreibt die Musik als eine „Mischung aus zwei der erfolgreichsten Musikexporte in dieser Sparte“, Arcade Fire und Fleet Foxes, wodurch der Gruppe allerdings „kaum Chancen auf den musikalischen Durchbruch“ eingeräumt wird. Die Songtexte sind auf einer sehr persönlichen Ebene geschrieben.

## Diskografie

### Alben
- 2009: Gorilla Manor
- 2013: Hummingbird
- 2016: Sunlit Youth
- 2019: Violet Street
- 2023: Time Will Wait for No One
- 2024: But I'll Wait for You

### Singles
- 2009: Sun Hands
- 2009: Camera Talk
- 2010: Airplanes
- 2010: Wide Eyes (US: Gold)[24]
- 2010: Who Knows Who Cares
- 2010: World News
- 2012: Breakers
- 2013: Heavy Feet
- 2013: You & I
- 2013: Ceilings
- 2013: Past Lives
- 2013: Villainy
- 2016: Fountain of Youth
- 2016: Coins
- 2016: Dark Days (US: Gold)